# Oului Egyetem
Az Oului Egyetem (finnül: Oulun yliopisto; angolul: University of Oulu) Finnország egyik legnagyobb felsőoktatási intézménye, amelynek székhelye Ouluban található. Hallgatóinak létszáma megközelítőleg 13 000 fő, dolgozóinak létszáma pedig közel 2900 fő.

## Története

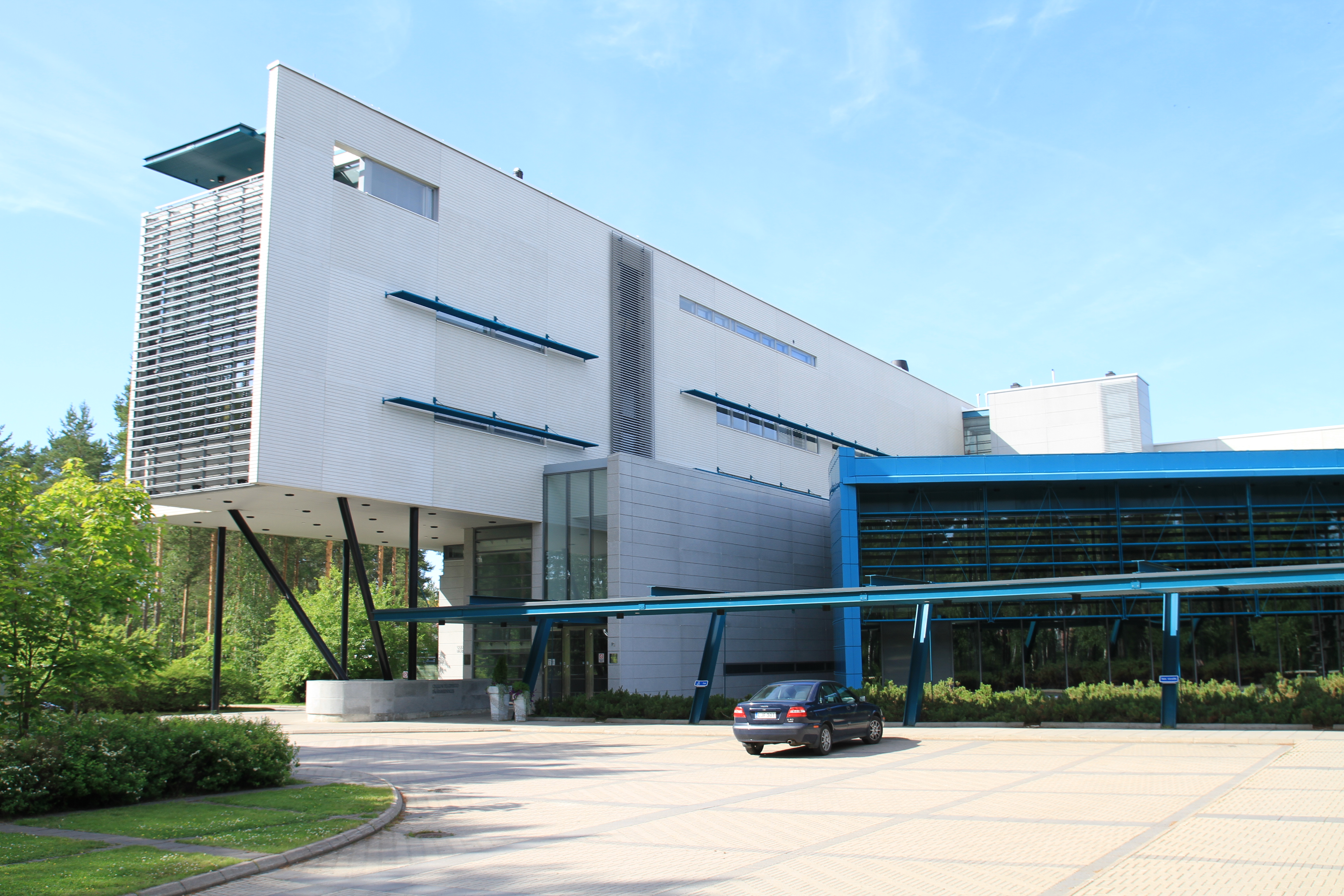
Az Oului Egyetem főépülete Oulu, Linnanmaa városrészében.

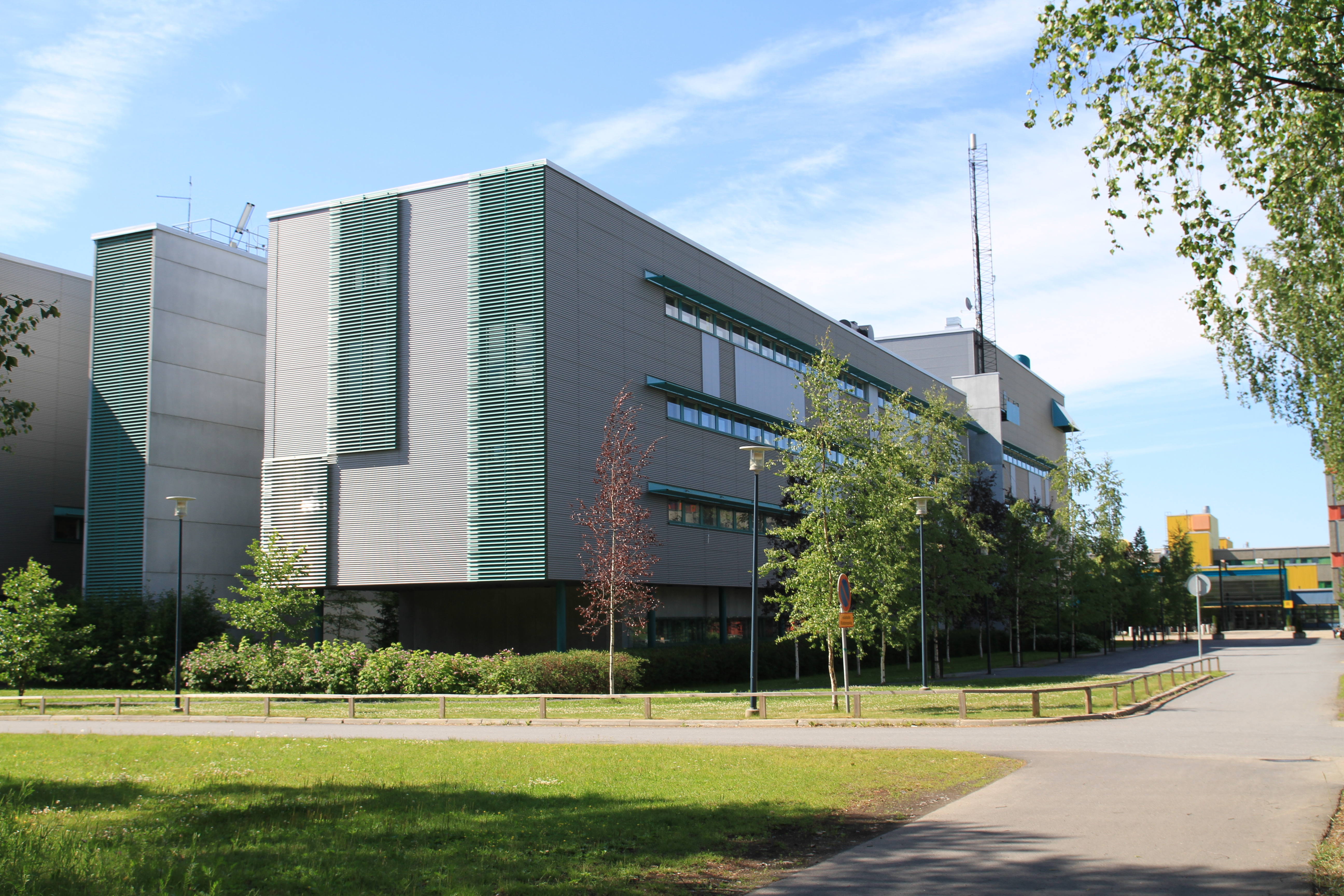
Az Informatikai és Villamosmérnöki Kar épülete.

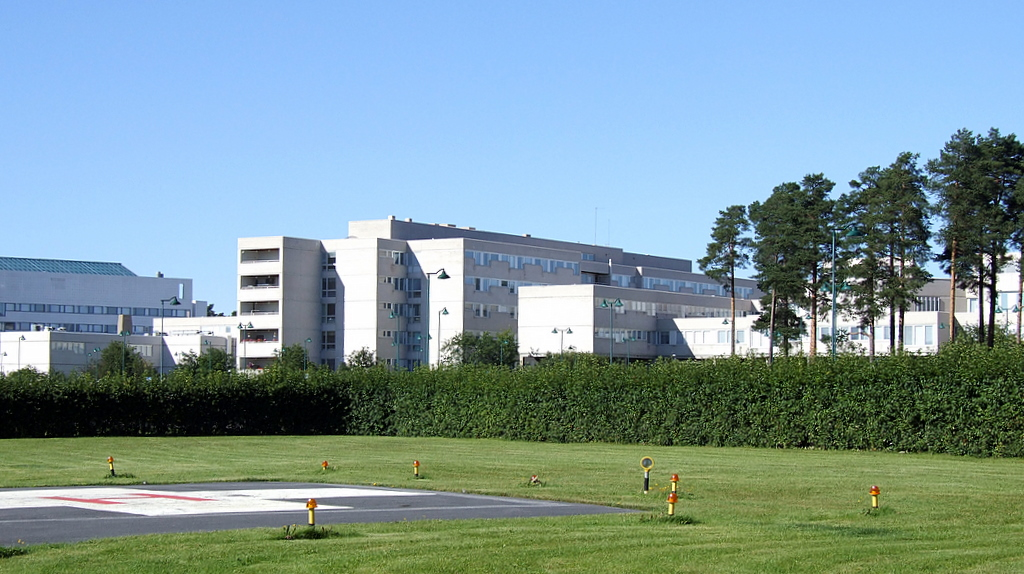
Az Egyetemi Kórház épülete Oulu Kontinkangas városrészében, előtérben a helikopter leszállóhely.

Az egyetemet 1958. július 8-án alapították.

## Karok
- Biokémiai és Molekuláris Orvostudományi Kar
- Bölcsésztudományi Kar
- Pedagógiai Kar
- Természettudományi Kar
- Orvostudományi Kar
- Műszaki Kar
- Informatikai és Villamosmérnöki Kar
- Közgazdaságtudományi Kar (Oulu Business School)

## Öregdiákok
Az egyetemnek közel 60 000 öregdiákját tartják számon. 1999-től az Oului Egyetem Egyesület évente megválasztja az év öregdiákját.